# Décès en novembre 2018

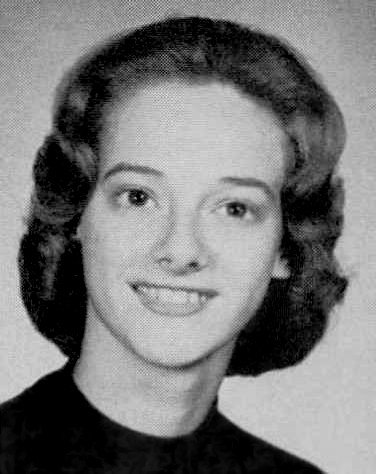
Sondra Locke (3 novembre)

Décès
- 2014
- 2015
- 2016
- 2017
- 2018
- 2019
- 2020
- 2021
- 2022

Pour une information complémentaire, voir la page d'aide.

| Date         | Nom                       | Activités | Âge      | Source                      |
| ------------ | ------------------------- | --- | -------- | --------------------------- |
| 1er novembre | Alain Chevalier           | Dirigeant d'entreprise français.                                                                             | 87       |                             |
| 1er novembre | Nicolas Ghosn             | Homme politique libanais.                                                                                    | 78       |                             |
| 1er novembre | Carlo Giuffré             | Acteur italien.                                                                                              | 89       | (it)                        |
| 1er novembre | Theodor Hoffmann          | Amiral et homme politique est-allemand puis allemand.                                                        | 83       | (de)                        |
| 1er novembre | Ken Swofford              | Acteur américain.                                                                                            | 85       | (en)                        |
| 2 novembre   | Naftali Bon               | Athlète kényan.                                                                                              | 73       | (en)                        |
| 2 novembre   | Raymond Chow              | Producteur et animateur de télévision hongkongais.                                                           | 91       | (zh)                        |
| 2 novembre   | Roy Hargrove              | Trompettiste américain de jazz.                                                                              | 49       | (en)                        |
| 2 novembre   | Brigitte Lainé            | Archiviste paléographe française.                                                                            | 76       |                             |
| 2 novembre   | Pierre Lejoyeux           | Auteur de jeux de rôle français.                                                                             | 57       |                             |
| 2 novembre   | Yuri Vardanyan            | Haltérophile soviétique, champion aux Jeux olympiques d'été de 1980.                                         | 62       | (en)                        |
| 2 novembre   | Álvaro de Luna            | Acteur espagnol.                                                                                             | 83       | (es)                        |
| 3 novembre   | Jean-Paul Baréty          | Homme politique français.                                                                                    | 90       |                             |
| 3 novembre   | Jörg Ewald Dähler         | Chef d'orchestre et compositeur suisse.                                                                      | 85       | (de)                        |
| 3 novembre   | Mimoun El Oujdi           | Chanteur marocain.                                                                                           | 68       |                             |
| 3 novembre   | Sondra Locke              | Actrice américaine.                                                                                          | 74       | (en)                        |
| 3 novembre   | Jean Mohr                 | Photographe suisse.                                                                                          | 93       |                             |
| 3 novembre   | Devah Pager               | Sociologue américaine.                                                                                       | 46       | (en)                        |
| 4 novembre   | Jean-Jacques Bastian      | Adolescent résistant français en Alsace pendant la Seconde Guerre mondiale                                   | 94       |                             |
| 4 novembre   | Kateryna Handziuk         | Femme politique et militante ukrainienne.                                                                    | 33       | (en)                        |
| 4 novembre   | Richard Le Hir            | Juriste et homme politique canadien.                                                                         | 71       |                             |
| 4 novembre   | Mustapha Madih            | Entraîneur marocain de football.                                                                             | 62       |                             |
| 4 novembre   | Jacques Masdeu-Arus       | Homme politique français.                                                                                    | 76       |                             |
| 4 novembre   | John Njenga               | Prélat catholique kényan.                                                                                    | 89       |                             |
| 4 novembre   | Albert Ramassamy          | Homme politique réunionnais.                                                                                 | 94       |                             |
| 5 novembre   | Keith Christiansen        | Joueur de hockey sur glace américain, médaillé d'argent aux Jeux olympiques d'hiver de 1972.                 | 74       | (en)                        |
| 5 novembre   | Ali Squalli Houssaini     | Écrivain marocain.                                                                                           | 86       |                             |
| 5 novembre   | Peter Tom                 | Homme politique salomonais.                                                                                  | 54       | (en)                        |
| 5 novembre   | Alexandru Vișinescu       | Officier roumain.                                                                                            | 93       |                             |
| 5 novembre   | Bruno Zaremba             | Footballeur français.                                                                                        | 63       |                             |
| 6 novembre   | Francis Boespflug         | Producteur et distributeur de cinéma français.                                                               | 70       |                             |
| 6 novembre   | Jonathan Cantwell         | Coureur cycliste australien.                                                                                 | 36       | (en)                        |
| 6 novembre   | Bernard Landry            | Homme politique, professeur et avocat canadien.                                                              | 81       |                             |
| 6 novembre   | Jose Lothario             | Catcheur mexicain.                                                                                           | 83       | (en)                        |
| 6 novembre   | Hugh McDowell             | Violoncelliste britannique.                                                                                  | 65       | (en)                        |
| 7 novembre   | Hamadjoda Adjoudji        | Homme politique camerounais.                                                                                 | 81       |                             |
| 7 novembre   | Gérard Israël             | Philosophe et homme politique français.                                                                      | 89       |                             |
| 7 novembre   | Francis Lai               | Compositeur et musicien français, spécialiste de musique de film, de génériques et de chansons.              | 86       |                             |
| 7 novembre   | Christopher Lehmann-Haupt | Journaliste, critique littéraire et romancier américain.                                                     | 84       | (en)                        |
| 7 novembre   | Oscar Rabin               | Peintre soviétique puis français puis russe.                                                                 | 90       | The artist Oscar Rabin died |
| 8 novembre   | Bartolomé Bennassar       | Historien et écrivain français.                                                                              | 89       | (es)                        |
| 8 novembre   | Amaliya Panahova          | Actrice azerbaïdjanaise.                                                                                     | 73       | (en)                        |
| 8 novembre   | Olaf Van Cleef            | Voyageur, auteur et peintre collagiste néerlandais.                                                          | 67       | (en)                        |
| 8 novembre   | John Van Rymenant         | Musicien belge.                                                                                              | 76       |                             |
| 8 novembre   | Lena Vandrey              | Sculptrice et peintre française.                                                                             | 77       |                             |
| 8 novembre   | Gottfried Weilenmann      | Cycliste sur route suisse.                                                                                   | 98       | (de)                        |
| 9 novembre   | Ginette Daleu             | Artiste peintre Camerounaise.                                                                                | 41       |                             |
| 9 novembre   | James Greene              | Acteur américain.                                                                                            | 91       | (en)                        |
| 9 novembre   | Roland Mahauden           | Acteur, réalisateur et metteur en scène belge.                                                               | 76       |                             |
| 9 novembre   | André Paul                | Caricaturiste suisse.                                                                                        | 98       |                             |
| 9 novembre   | Robert Urbain             | Homme politique belge.                                                                                       | 87       |                             |
| 10 novembre  | Ajuma Ameh-Otache         | Footballeuse nigériane.                                                                                      | 33       | (en)                        |
| 10 novembre  | Raffaele Baldassarre      | Homme politique italien.                                                                                     | 62       | (it)                        |
| 10 novembre  | Jeanette Vogelbacher      | Gymnaste artistique française.                                                                               | 96       |                             |
| 10 novembre  | Marc Wilmet               | Linguiste belge.                                                                                             | 80       |                             |
| 11 novembre  | Shakti Gawain             | Écrivain américain.                                                                                          | 70       | (en)                        |
| 11 novembre  | Wayne Maunder             | Acteur canadien.                                                                                             | 80       | (en)                        |
| 11 novembre  | Douglas Rain              | Acteur canadien.                                                                                             | 90       | (en)                        |
| 12 novembre  | Maggy Biskupski           | Policière française.                                                                                         | 36       |                             |
| 12 novembre  | Stan Lee                  | Scénariste et éditeur américain de comics.                                                                   | 95       |                             |
| 12 novembre  | Lee Min-hye               | Cycliste sur route et sur piste sud-coréenne.                                                                | 33       | (co)                        |
| 12 novembre  | Fred Patten               | Écrivain américain.                                                                                          | 77       | (en)                        |
| 12 novembre  | David Pearson             | Pilote américain de NASCAR.                                                                                  | 83       | (en)                        |
| 13 novembre  | Johan Asplund             | Sociologue suédois.                                                                                          | 81       | (sv)                        |
| 13 novembre  | Pierre Bertrand           | Joueur français de rugby à XV.                                                                               | 91       |                             |
| 13 novembre  | Lucho Gatica              | Chanteur de boléros chilien.                                                                                 | 90       |                             |
| 13 novembre  | Katherine MacGregor       | Actrice américaine.                                                                                          | 93       |                             |
| 13 novembre  | Ken Narita                | Chanteur japonais.                                                                                           | 73       | (en)                        |
| 13 novembre  | David Stewart             | Footballeur international écossais.                                                                          | 71       | (en)                        |
| 13 novembre  | Jean-Claude Thomas        | Homme politique français.                                                                                    | 68       |                             |
| 14 novembre  | Aldée Cabana              | Chimiste canadien.                                                                                           | 83       |                             |
| 14 novembre  | Fernando del Paso         | Écrivain et poète mexicain.                                                                                  | 83       | (es)                        |
| 14 novembre  | Rolf Hoppe                | Acteur allemand.                                                                                             | 87       | (en)                        |
| 14 novembre  | Francisco Molina          | Footballeur chilien.                                                                                         | 88       | (es)                        |
| 15 novembre  | Roy Clark                 | Chanteur et acteur américain.                                                                                | 85       | (en)                        |
| 15 novembre  | Adolf Grünbaum            | Philosophe des sciences et professeur d'université allemand.                                                 | 95       | (en)                        |
| 15 novembre  | Kacem Kefi                | Chanteur tunisien.                                                                                           | 73       |                             |
| 15 novembre  | Jaurès Medvedev           | Biologiste soviétique.                                                                                       | 93       | (en)                        |
| 15 novembre  | Helmut Schareika          | Helléniste allemand.                                                                                         | 72       | (de)                        |
| 15 novembre  | Daniel Valot              | Homme d'affaires et écrivain français.                                                                       | 74       |                             |
| 15 novembre  | Yves Yersin               | Réalisateur, monteur et scénariste suisse.                                                                   | 76       |                             |
| 16 novembre  | Hatem Ben Rabah           | Acteur tunisien.                                                                                             | 47       |                             |
| 16 novembre  | Andrew Burt               | Acteur britannique.                                                                                          | 73       | (en)                        |
| 16 novembre  | Francisco Calvo Serraller | Historien, essayiste, écrivain et professeur d'université espagnol.                                          | 70       | (es)                        |
| 16 novembre  | Pablo Ferro               | Graphiste américain.                                                                                         | 83       | (en)                        |
| 16 novembre  | William Goldman           | Écrivain, scénariste et dramaturge américain.                                                                | 87       | (en)                        |
| 16 novembre  | Flemming Nielsen          | Footballeur danois, médaillé d'argent aux Jeux olympiques d'été de 1960.                                     | 84       | (it)                        |
| 16 novembre  | Cecylia Roszak            | Religieuse, résistante et supercentenaire polonaise.                                                         | 110      |                             |
| 17 novembre  | Cheng Kaijia              | Physicien nucléaire chinois.                                                                                 | 100      | (en)                        |
| 17 novembre  | Alain Didier-Weill        | Psychiatre et psychanalyste français.                                                                        | 79       |                             |
| 17 novembre  | Henry-Frédéric Roch       | Viticulteur français.                                                                                        | 56       |                             |
| 17 novembre  | Metin Türel               | Joueur puis entraîneur turc de football.                                                                     | 83       |                             |
| 17 novembre  | Eduard von Falz-Fein      | Homme d'affaires, journaliste et bobeur liechtensteinois.                                                    | 106      | (ru)                        |
| 18 novembre  | Ethel Ayler               | Actrice américaine.                                                                                          | 88       | (en)                        |
| 18 novembre  | Waldyr Geraldo Boccardo   | Joueur brésilien de basket-ball, médaillé de bronze aux Jeux olympiques d'été de 1960.                       | 82       | (pt)                        |
| 18 novembre  | Henri Domec               | Joueur français de rugby à XV.                                                                               | 86       |                             |
| 18 novembre  | John Mantle               | Joueur de rugby à XV et de rugby à XIII gallois.                                                             | 76       | (en)                        |
| 19 novembre  | Mohand Akli Haddadou      | Linguiste et écrivain algérien.                                                                              | 63       |                             |
| 19 novembre  | Georges Benedetti         | Homme politique français.                                                                                    | 88       |                             |
| 19 novembre  | Dominique Blanchar        | Actrice française.                                                                                           | 91       |                             |
| 19 novembre  | Alfred Evers              | Homme politique belge.                                                                                       | 83       |                             |
| 19 novembre  | Apisai Ielemia            | Homme politique tuvaluan.                                                                                    | 63       | (en)                        |
| 19 novembre  | Dan Maloney               | Joueur canadien de hockey sur glace.                                                                         | 68       |                             |
| 19 novembre  | Witold Sobociński         | Directeur de la photographie polonais.                                                                       | 89       | (en)                        |
| 20 novembre  | James Hadley Billington   | Bibliothécaire américain.                                                                                    | 89       | (en)                        |
| 20 novembre  | Almira Ianboukhtina       | Historienne russe.                                                                                           | 80       | (ru)                        |
| 20 novembre  | Aaron Klug                | Chimiste anglais.                                                                                            | 92       | (en)                        |
| 21 novembre  | Mamane Barka              | Musicien nigérien.                                                                                           | 58 ou 59 |                             |
| 21 novembre  | Michele Carey             | Actrice américaine.                                                                                          | 76       | (en)                        |
| 21 novembre  | Olivia Hooker             | Psychologue américaine.                                                                                      | 103      | (en)                        |
| 21 novembre  | Nicolas le Jardinier      | Jardinier et animateur de télévision français.                                                               | 89       |                             |
| 21 novembre  | Igor Korobov              | Chef militaire soviétique puis russe.                                                                        | 62       |                             |
| 22 novembre  | Soslan Andiyev            | Lutteur soviétique puis russe, double champion olympique (1976, 1980).                                       | 66       | (en)                        |
| 22 novembre  | Andrzej Fischer           | Footballeur polonais.                                                                                        | 66       | (pl)                        |
| 22 novembre  | Yves Gasc                 | Poète et acteur français.                                                                                    | 88       |                             |
| 22 novembre  | Imrat Khan                | Joueur de surbahar indien.                                                                                   | 83       | (en)                        |
| 22 novembre  | Willie Naulls             | Joueur américain de basket-ball.                                                                             | 84       |                             |
| 22 novembre  | Richard Philippe          | Pilote de courses automobile français.                                                                       | 28       | (en)                        |
| 22 novembre  | Gaston Plaud              | Directeur sportif français d'équipes cyclistes.                                                              | 98       |                             |
| 23 novembre  | Marc Bouissou             | Rameur d'aviron français, médaillé d'argent aux Jeux olympiques d'été de 1952.                               | 87       |                             |
| 23 novembre  | Raed Fares                | Journaliste citoyen syrien.                                                                                  | 46       | (en)                        |
| 23 novembre  | Bernard Gauthier          | Coureur cycliste français.                                                                                   | 94       |                             |
| 23 novembre  | Amadou Koufa              | Djihadiste malien.                                                                                           |          |                             |
| 23 novembre  | Volker Mahnert            | Arachnologiste, entomologiste et ichtyologiste helvético-autrichien.                                         | 74       | (de)                        |
| 23 novembre  | Bob McNair                | Philanthrope et homme d'affaires américain.                                                                  | 81       | (en)                        |
| 23 novembre  | Jean-Loup Rivière         | Dramaturge et théoricien français du théâtre.                                                                | 70       |                             |
| 23 novembre  | Nicolas Roeg              | Réalisateur britannique.                                                                                     | 90       |                             |
| 23 novembre  | Gerard Unger              | Graphiste et professeur d'université néerlandais.                                                            | 90       | (de)                        |
| 24 novembre  | David Defiagbon           | Boxeur nigérian.                                                                                             | 48       | (en)                        |
| 24 novembre  | Cilette Faust             | Danseuse et chorégraphe suisse.                                                                              | 89       |                             |
| 24 novembre  | Saida Gunba               | Athlète de lancer de javelot soviétique puis géorgien, médaillée d'argent aux Jeux olympiques d'été de 1980. | 59       | (ru)                        |
| 24 novembre  | Ricky Jay                 | Scénariste, acteur et magicien américain.                                                                    | 72       | (en)                        |
| 24 novembre  | Huguette Rivière          | Cantatrice soprano lyrique française                                                                         | 96       |                             |
| 24 novembre  | Věra Růžičková            | Gymnaste tchécoslovaque, championne olympique (1948).                                                        | 90       | (cs)                        |
| 25 novembre  | Pierre Allard             | Artiste et chef décorateur canadien.                                                                         |          |                             |
| 25 novembre  | Jacques Baudin            | Avocat et homme politique sénégalais.                                                                        | 79       |                             |
| 25 novembre  | Giuliana Calandra         | Actrice italienne.                                                                                           | 82       | (it)                        |
| 25 novembre  | Viktor Kanevski           | Footballeur et ensuite entraîneur soviétique puis ukrainien.                                                 | 82       | (ru)                        |
| 25 novembre  | Gloria Katz               | Scénariste et productrice américaine.                                                                        | 76       | (en)                        |
| 25 novembre  | Wright King               | Acteur américain.                                                                                            | 95       | (en)                        |
| 25 novembre  | Łukasz Kwiatkowski        | Cycliste sur piste polonais.                                                                                 | 36       | (pl)                        |
| 25 novembre  | Moncef Lazaâr             | Acteur et scénariste tunisien.                                                                               |          |                             |
| 25 novembre  | Claude Péloquin           | Poète, écrivain et chanteur canadien.                                                                        | 76       |                             |
| 26 novembre  | Bernardo Bertolucci       | Scénariste et réalisateur italien.                                                                           | 77       |                             |
| 26 novembre  | Luc Deflo                 | Dramaturge, scénariste et romancier belge                                                                    | 60       |                             |
| 26 novembre  | Samuel Hadida             | Producteur de films français.                                                                                | 64       | (en)                        |
| 26 novembre  | Johnny Hart               | Footballeur puis entraîneur anglais.                                                                         | 90       | (en)                        |
| 26 novembre  | Stephen Hillenburg        | Dessinateur, scénariste et réalisateur américain.                                                            | 57       | (en)                        |
| 27 novembre  | Helmut Noll               | Rameur d'aviron allemand, médaillé d'argent aux Jeux olympiques d'été de 1952.                               | 84       | (de)                        |
| 28 novembre  | Roger Cans                | Journaliste et écrivain français.                                                                            | 73       |                             |
| 28 novembre  | Mark Farrell              | Joueur de tennis britannique.                                                                                | 65       | (en)                        |
| 28 novembre  | Masahiko Katsuya          | Éditorialiste, photographe et polémiste japonais.                                                            | 57       | (ja)                        |
| 28 novembre  | Andrea Milani Comparetti  | Mathématicien et astronome italien.                                                                          | 70       | (it)                        |
| 28 novembre  | Robert Morris             | Sculpteur et peintre américain.                                                                              | 87       | (en)                        |
| 28 novembre  | Siegfried Vollrath        | Footballeur et ensuite entraîneur est-allemand puis allemand.                                                | 90       | (de)                        |
| 29 novembre  | Harue Akagi               | Actrice japonaise.                                                                                           | 94       | (en)                        |
| 29 novembre  | Patrick Barbéris          | Réalisateur et documentariste français.                                                                      | 67       |                             |
| 29 novembre  | Élisa Brune               | Femme de lettres et journaliste belge.                                                                       | 52       |                             |
| 29 novembre  | Viktor Matvienko          | Footballeur soviétique, médaillé de bronze aux Jeux olympiques d'été de 1976.                                | 70       | (ru)                        |
| 30 novembre  | George H. W. Bush         | 41e président des États-Unis.                                                                                | 94       | (en)                        |
| 30 novembre  | Palden Gyatso             | Moine bouddhiste tibétain.                                                                                   | 85       | (en)                        |
| 30 novembre  | Claude Margat             | Poète, essayiste, romancier et peintre français.                                                             | 73       |                             |